# Моралес, Карлос
Карлос Моралес (исп. Carlos Adrián Morales Higuera; родился 6 сентября 1979 года в Мичоакане, Мексика) — мексиканский футболист, выступавший на позиции крайнего полузащитника. Младший брат Рамона Моралеса. Начал карьеру тренера и менеджера в клубе «Толука».

## Клубная карьера

### «Монаркас Морелия», «УАНЛ Тигрес» и аренда «Пачуку»
Моралес выпускник футбольной академии клуба «Ла-Пьедад», выступающего во втором дивизионе чемпионата Мексики. В 1998 году он подписал контракт с клубом «Монаркас Морелия». 13 сентября того же года в матче против «Гвадалахары», Карлос дебютировал в мексиканской Примере. Спустя несколько месяцев он завоевал место в основе клуба. 3 сентября 1999 года в поединке против «Монтеррея», Моралес забил свой первый гол за команду. В сезоне Инверно 2000 года полузащитник завоевал свою первую золотую медаль, выиграв чемпионат с «Монракас Морелия». Также в сезонах Апертуры 2002 и Клаусуры 2003 он завоевывал серебро.
В 2001 году Моралес половину сезона выступал за «Пачуку» на правах аренды, в составе которой стал чемпионом страны во второй раз.
Летом 2004 года он перешёл в «УАНЛ Тигрес», где без особого успеха выступал на протяжении двух сезонов.

### «Толука»
Летом 2006 года он покинул расположение «тигров» и подписал контракт с «Толукой». В новой команде Моралес сразу завоевал место в основе. В сезоне Апертуры 2006 года Карлос выиграл серебряную медаль. В сезоне Апертуры 2008, он в третий раз стал чемпионом страны.

### «Эстудиантес Текос»
Весь 2009 года Моралес провёл на правах аренды в «Эстудиантес Текос», где принял участие почти во всех матчах чемпионата 27 апреля в матче против «Америки», он дебютировал за «Текос». В этой же встрече Карлос забил свой первый гол, реализовав пенальти.

### «Сантос Лагуна»
В январе 2010 года Карлос подписал контракт с «Сантос Лагуна». 7 февраля в матче против «Крус Асуль», он дебютировал за новую команду. 24 октября в поединке против своей бывшей команды, «Эстудиантес Текос», Моралес забил свой первый гол за «Сантос». В составе команды Карлос трижды становился серебряным призёром чемпионата страны.

### Возвращение в «Монаркас Морелия»
Летом 2012 года Моралес вернулся в свой бывший клуб «Монаркас Морелия». 22 июля в матче против «Крус Асуль», он дебютировал за клуб. 18 августа в поединке против «Пуэблы», он забил свой первый гол.

## Международная карьера
В 1999 году Моралес в составе молодёжной сборной Мексики участвовал в Молодёжном Чемпионате Мира в Нигерии. На турнире он принял участие во всех пяти матчах, а команда дошла до 1/4 финала.
13 октября 1999 года в товарищеском матче против сборной Парагвая, Карлос дебютировал за сборную Мексики. В 2001 году Моралес принял участие в Кубке Америки, где мексиканцы заняли второе место, но полузащитник не принял участие ни в одном матче.
В 2005 году он попал в заявку национальной команды на участие в розыгрыше Золотого кубка КОНКАКАФ. На турнире Карлос сыграл в матче против сборной Гватемалы

## Достижения
Командные
 «Монаркас Морелия»
- Чемпионат Мексики по футболу — Зим. 2000

 «Пачука»
- Чемпионат Мексики по футболу — Зим. 2001

 «Толука»
- Чемпионат Мексики по футболу — Апертура 2008

Международные
 Мексика
- Кубок Америки — 2001